# Razbojna
Razbojna (en serbe cyrillique : Разбојна) est un village de Serbie situé dans la municipalité de Brus, district de Rasina. Au recensement de 2011, il comptait 400 habitants.

## Démographie

### Évolution historique de la population
| 1948 | 1953 | 1961 | 1971 | 1981 | 1991 | 2002 | 2011 |
| ---- | ---- | ---- | ---- | ---- | ---- | ---- | ---- |
| 638  | 678  | 681  | 597  | 578  | 564  | 479  | 400  |

|  |